# 十二顆葡萄

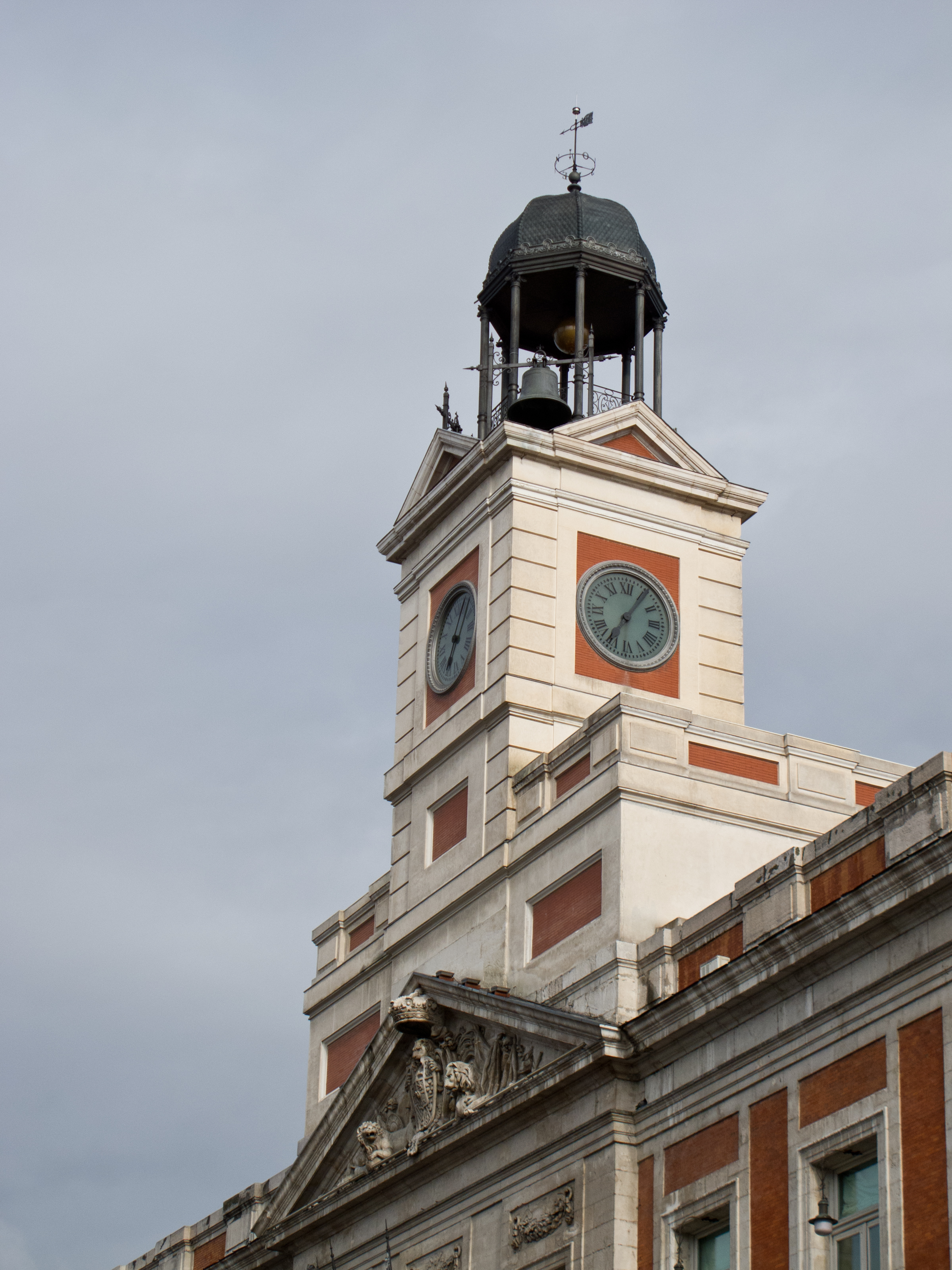
马德里太阳门广场皇家郵局

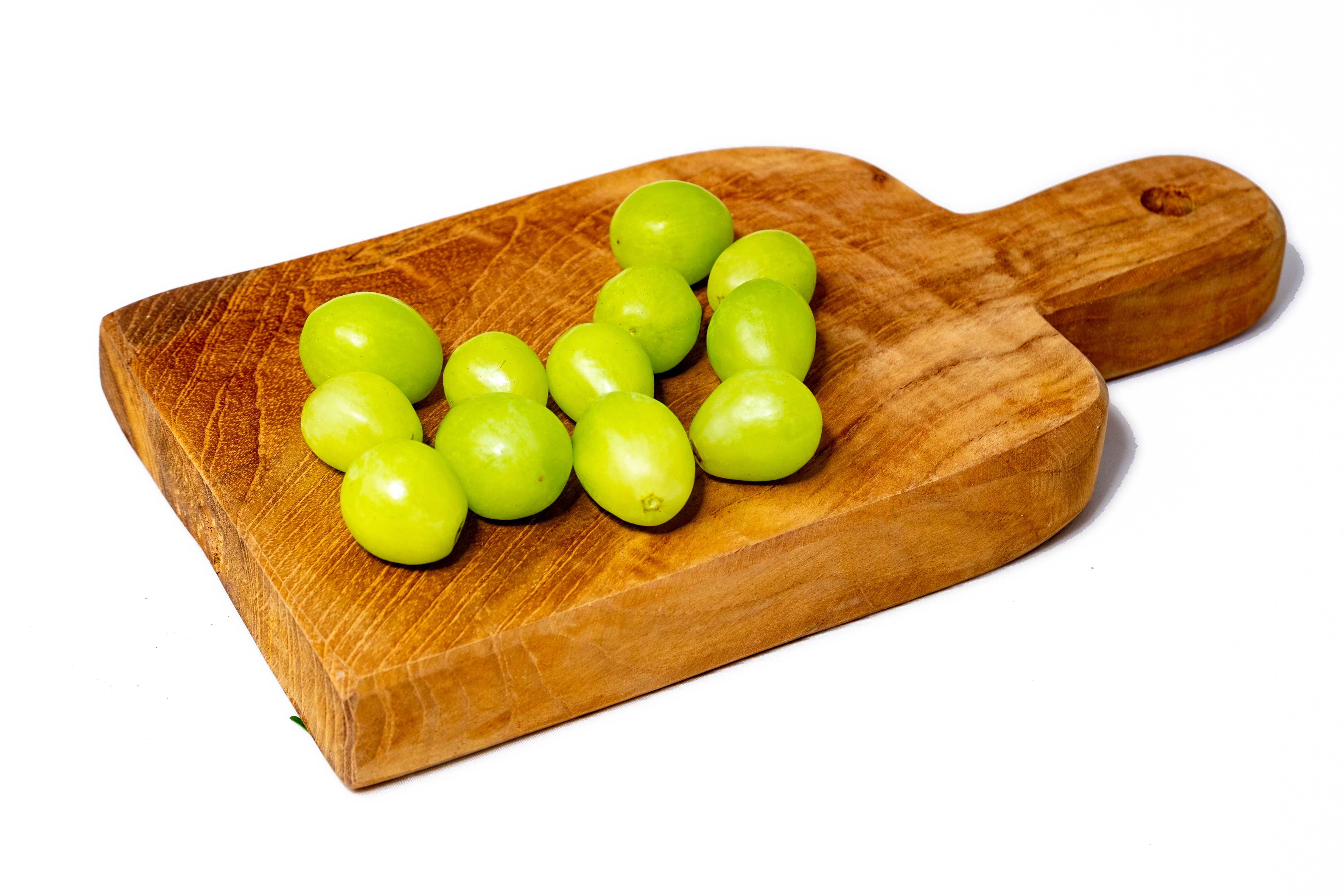
十二顆葡萄

十二顆葡萄（直譯十二顆帶來幸運的葡萄）是西班牙跨年傳統，人們會在12月31日午夜鐘響時吃下葡萄，鐘響一聲吃下一顆，並在12聲鐘響前吃完12顆葡萄。每顆葡萄和每声钟声代表着未来一年裡的十二個月，據說吃完12顆葡萄能讓來年有好運和成功。而在某些地区，人们还认为这一做法可以避开巫婆和邪恶。
該传统至少可以追溯到1895年，但直至1909年才獲得推广。1909年12月，由於葡萄丰收導致产量过剩，阿利坎特省的農夫想出了此套促銷的方法。
人們通常在家中或是在西班牙各地的廣場吃下葡萄，當中尤以該傳統的發源地，首都马德里太阳门广场最為知名。人們會隨著太阳门广场上皇家郵局報時球的計時吃下葡萄，而該報時球會在西班牙國內電視台轉播。

## 其他国家
十二顆葡萄也在受西班牙文化影響的國家出現，如菲律宾、牙买加、拉丁美洲和加勒比地区 ，和美国等国的西班牙裔社区。

## 外部連結
- 维基共享资源上的相關多媒體資源：十二顆葡萄